# Louis Bontes
Louis Bontes (Rotterdam, 28 februari 1956) is een Nederlands voormalig politicus. Hij was tussen 17 juni 2010 en 23 maart 2017 lid van de Tweede Kamer der Staten-Generaal en daarvoor was hij politiefunctionaris.
Bontes deed een hbo-opleiding bestuurskunde en overheidsmanagement en studeerde vervolgens cum laude af als bestuurskundige aan de Universiteit Utrecht.

## Loopbaan
Na in eerste instantie op scheepswerven te hebben gewerkt, was hij werkzaam bij de politie in de gemeente Rotterdam. Begonnen als agent klom hij via het (hoofd)inspecteurschap op tot districtscommandant haven in de Veiligheidsregio Rotterdam-Rijnmond. Als Tweede Kamerlid hield hij zich namens de Partij voor de Vrijheid (PVV) bezig met bestuursrecht, veiligheid, civiel recht en buitenlandse zaken (Europa, Afrika en Latijns-Amerika).
Voor de PVV zat hij sinds 14 juli 2009 in het Europees Parlement. Namens dezelfde partij had hij sinds 17 juni 2010 zitting in het Nederlandse parlement. Tussen november van dat jaar tot juni 2012 was Bontes tevens lid van de Parlementaire Vergadering van de Raad van Europa.
Bontes stond op de vijfde plaats van de kandidatenlijst van de PVV voor de Tweede Kamerverkiezingen van 2012. In 2012 en 2013 zat hij in het fractiebestuur, waar hij op 19 oktober 2013 uitstapte omdat hij het oneens was met de werkwijze van dat bestuur. Zo vond hij bijvoorbeeld dat hij te weinig werd betrokken bij de besluiten. Tegelijkertijd stopte hij als penningmeester van de Stichting ondersteuning Tweede Kamerfractie PVV, omdat hij niet verantwoordelijk wilde blijven voor volgens hem diverse onrechtmatige uitgaven. Hij wilde lid blijven van de fractie, maar werd op 29 oktober 2013 uit de fractie gezet wegens het in de media kritiek leveren op het beleid van de PVV in het algemeen en dat van politiek leider Geert Wilders in het bijzonder. Hij gaf zijn Kamerzetel echter niet op en vormde zodoende een eenmansfractie (Lid-Bontes).
Vanaf 15 april 2014 vormde hij samen met Joram van Klaveren de Groep Bontes/Van Klaveren, waarvan hij fractievoorzitter was. Op 21 juni 2014 presenteerden beiden de partij 'VoorNederland' (VNL). Op 20 april 2015 heeft Bontes het voorzitterschap van VNL neergelegd vanwege het aangekondigde lijsttrekkerschap van Bram Moszkowicz voor de eerstvolgende Tweede Kamerverkiezingen. Hij bleef met Van Klaveren samenwerken in de Groep Bontes/van Klaveren. Moszkowicz werd opgevolgd door Jan Roos die de partij aanvoerde bij de Tweede Kamerverkiezingen op 15 maart 2017. Er werden door VNL geen zetels behaald.